# Куанье, Жюль Луи Филипп
Жюль Луи Филипп Куанье (фр. Jules Louis Philippe Coignet; 2 ноября 1798, Париж, — 1 апреля 1860, там же) — французский пейзажист, ученик Жана-Виктора Бертена.

## Творчество
Жюль Луи Филипп Куанье был учеником Жана-Виктора Бертена, именно от него он перенял пристрастие к пейзажной живописи. Куанье является автором большого количества картин, изображающих виды и пейзажи, написанные во время его многочисленных путешествий в Тироль, Баден, Швейцарию, Италию, Сицилию, Египет и Ливан.
В своих многократных путешествиях по Франции, Италии и на Восток усердно делал эскизы и этюды с натуры, при помощи которых писал потом картины, замечательные по поэтичности и величественности мотивов, по верной передаче природы и по ловкости исполнения. В отношении направления, он занимал среднее положение между идеалистами и реалистами. Помимо картин, написанных масляными красками, написал много акварельных, пастельных и карандашных рисунков, а также издал в литографиях «Полный курс пейзажа» и «Собрание живописных видов Италии».
После смерти Куанье 1 апреля 1860 года, половина его коллекции была распродана на открытом аукционе 8 апреля 1861 года.

## Галерея
- Храм в Пестуме при вечернем освещении
- Побережье Неаполитанского залива близ Позилиппо, 1823/8, Музей Фицуильяма
- Дуб, поваленный бурей, 1831, дом-музей (фр.) Жана Лафонтена, Шато-Тьерри
- Трухлявое дерево
- Вид Бейрута
- Руины Баальбека. Музей Августинцев (фр.), Тулуза
- Дорога в Тироле. Музей изящных искусств Дюнкерка
- Художника на фоне Больцано. Национальная галерея искусства, Вашингтон, округ Колумбия